# NGC 6095
NGC 6095 ist eine 12,7 mag helle linsenförmige Galaxie vom Hubble-Typ E-S0  im Sternbild Drache. Sie wurde am 27. Mai 1886 von Lewis A. Swift entdeckt.